# 李炳三
李炳三，（韓語：리병삼，1935年7月1日—），朝鮮民主主義人民共和国軍人、政治人物。

## 履历
平安南道文德郡出生。金日成军事综合大学毕业后，历任军政治部指导员、副部长、政治部长、政治委员、总政治局副局长、党中央委员会副部长。
1992年4月晋升人民军中将，1999年4月晋升为上将。2009年9月起担任人民保安部政治局局长，2010年4月被任命朝鲜人民内务军政治局长兼党责任书记。2010年9月，当选朝鲜劳动党中央委员会委员。2012年4月11日举行的朝鲜劳动党的第4届党代会上当选党中央政治局候补委员。